# Jiří Melcelius
Jiří Melcelius (1624 Horšovský Týn – 31. března 1693 Praha) byl český barokní skladatel, hudebník a regenschori 2. poloviny 17. století. Jeho jméno bylo psáno též v mnoha německých nebo latinských variantách (Georg či Georgius Meltzelius, Möltzelius, Melzelius, Melzel, Mältzel, Möltzel, Meltzl, Melcl).

## Život a dílo
V Čechách patřil ve své době k nejvýznamnějším skladatelům, jeho jméno i dílo však bylo postupem času zapomenuto, a to přesto, že jeho současníci a bezprostředně následující autoři o něm psali např.: „Velmi vynikal v umění harmonie, a v základech hudebních byl vynikající, virtuosní skladatel, bezpochyby první ve své době, takže dvorští kapelníci si velmi považovali jeho kanonických nešpor a mešní hudby. Toto jsou ve stručném souhrnu chvály tohoto nejenom skvělého hudebníka, ale také skvělého člena řádu a kněze.“
Jiří Melcelius se narodil roku 1624 v Horšovském Týně (něm. Bischofsteinitz). Byl členem premonstrátského řádu na Strahově. O jeho dětství a mládí není nic známo, o jeho teologické přípravě a následném vysvěcení nejsou žádné spolehlivé informace. Neví se ani, kde získal hudební vzdělání.
V letech 1663-1669 vedl Jiří Melcelius v kostele sv. Benedikta na Starém Městě pražském chrámovou hudbu. V čase jeho hudebního působení zde byly umístěny varhany a byly obstarány další nástroje a také skladby v moderním figurálním stylu. Pro zdejší chrámovou hudbu pravděpodobně také napsal většinu svých skladeb.
Po opuštění místa regenschoriho u sv. Benedikta působil Jiří Melcelius ve funkci kaplana v Toužimi, Žatci a Milevsku. Nejpozději roku 1680 žil už pravděpodobně opět ve svém klášteře na Strahově, kde také 31. března 1693 ve věku 69 let zemřel.
Ve své době byl Jiří Melcelius počítán k nejlepším hudebníkům, proslul však také jako skladatel. Jeho skladby byly v jeho době považovány v Čechách za vzory svého žánru. Jsou psány většinou pro velké vokální a instrumentální obsazení, často používá kromě smyčců také obligátní trombony a clariny. Jeho hudba je charakterizována bohatou harmonií a střídáním úseků komponovaných pomocí imitační techniky s homofonními částmi. Polyfonní části skladeb ukazují Melcelia jako skutečného mistra kontrapunktu.
Veškerá dochovaná hudba Jiřího Melcelia je duchovního charakteru. Jméno Jiřího Melcelia je sice hojně zastoupeno v dobových inventářích, např. v Českém Krumlově, Tovačově, Oseku a Třebenicích, žádná jeho skladba se ale v místních archivech nedochovala. Jeho tvorba byla až do roku 1927 neznámá. Teprve ve zmíněném roce 1927 římskokatolický kněz, historik, archivář a knihovník kroměřížského zámku Antonín Breitenbacher při uspořádávání lichtenštejnské hudební sbírky nalezl mimo jiné také dvanáct Melceliových kompozic.

## Současný stav bádání
Přes nepopiratelnou kvalitu skladeb a jejich doloženou dobovou popularitu zůstal kdysi známý a oblíbený skladatel a jeho skladby českými muzikology po celé 20. století téměř nepovšimnut. Soustavněji se jeho osobností a dílem začal zabývat až v roce 2011 Ladislav Horký, který ve své bakalářské práci shrnul stav bádání a následně v novodobých premiérách začal uvádět Melceliovy skladby se svými soubory Consortio Melcelii a La Bilancetta. Postupně byly uvedeny skladby Missa absque Nomine (2012), Vesperae Canonicae Minores De Beatissima Virgine Maria (2013) a Requiem Aeternam dona eis Domine in Canon (2015, ve spolupráci s brněnskými Ensemble Versus).
Další bádání přineslo zjištění, že jedna z anonymních kroměřížských skladeb Missa Canonica Seu Canon in Hypodiapente je totožná se skladbou Missa Canonica a 17, do té doby jedinou Melceliovou skladbou dochovanou mimo kroměřížský archiv, uloženou v benediktinském klášteře Kremsmünster v Rakousku. Dosud známých Melceliových skladeb uložených v Kroměříži je tedy nyní třináct. Skladba Missa Canonica Seu Canon in Hypodiapente byla uvedena souborem La Bilancetta v novodobé premiéře v roce 2020. 
V druhé dekádě 21. století začali pracovníci hudebního oddělení knihovny Varšavské univerzity pořádat archiv hudebnin, pocházejících původně z Vratislavi (Wrocław), dnes polského, kdysi českého města. Zde byla nalezena jednak Melceliova skladba Te Deum, známá již z Kroměříže, především však byla objevena jinde nedochovaná Melceliova skladba Vesperae Marianae. 

## Seznam dochovaných skladeb
Hudební archiv v Kroměříži
- Missa Canonica Seu Canon in Hypodiapente
- Missa S. Godefridi
- Missa diversi toni a 16
- Missa absque Nomine
- Missa a 15 Variabilis
- Missa con una Tromba
- Missa Melcelii ab 8 Quid speramus
- Missa a 15 Currens
- Vesperae canonicae a 16
- Vesperae canonicae minores de Beatissima Virgine Maria
- Motetum de S. Martyre seu Confessore
- Te Deum laudamus
- Requiem Aeternam dona eis Domine

Archiv kláštera Kremsmünster
- Missa Canonica a 17

Knihovna Varšavské univerzity
- Vesperae Marianae
- Te Deum

## Nahrávky
- Missa Canonica
- Hic est Vere Martyr
- Vesperae Canonicae Minores de Beatissima Virgine Maria
- Missa absque Nomine (part 1) (part 2) (part 3)